# Avitus
Avitus es un género de arañas araneomorfas de la familia Salticidae. Se encuentra en América Latina.   

## Lista de especies
Según The World Spider Catalog 12.5:
- Avitus anumbi Mello-Leitão, 1940
- Avitus castaneonotatus Mello-Leitão, 1939
- Avitus diolenii Peckham & Peckham, 1896
- Avitus longidens Simon, 1901
- Avitus taylori (Peckham & Peckham, 1901)
- Avitus variabilis Mello-Leitão, 1945